# Янг Баффалос
Футбольний клуб «Янг Баффалос» або просто Янг Баффалос (англ. Young Buffaloes Football Club) — свазілендський футбольний клуб, який базується у місті Мбабане.

## Історія
Заснований в 1982 році. Домашні матчі проводить на стадіоні «Трейд Фейр», який вміщає 5 000 глядачів. «Янг Баффалос» ставав перемоцем Прем'єр-ліги Свазіленду у сезоні 2009/10 років, і відповідно, вперше в своїй історії, представляв країну в Лізі чемпіонів КАФ розіграшу 2011 року. Дебют команди в Лізі чемпіонів КАФ, склався не дуже вдало, в попередньому раунді «Янг Баффалос» переміг клуб з Сейшельських островів «Сен-Мішель Юнайтед» за сумою двох матчів з рахунком 4:2, але в першому раунді турніру «Янг Баффалос» був розгромлений за сумою двох матчів з рахунком 0:7 замбійським клубом «ЗЕСКО Юнайтед».

## Досягнення
- Свазілендська МТН Прем'єр-ліга:
  -  Чемпіон (1): 2010
  -  Срібний призер (1): 2006
  -  Бронзовий призер (4): 2007, 2008, 2015, 2016

- Кубок Свазіленду з футболу:
  -  Фіналіст (1): 2014

- Благодійний Кубок Свазіленду:
  -  Фіналіст (3): 2001, 2012, 2013

- Свазілендський кубок Торгової палати:
  -  Фіналіст (2): 2007, 2012

## Статистика витупів на континентальних турнірах
| Сезон | Турнір             | Раунд      | Клуб               | Вдома | На виїзді | Загалом |
| ----- | ------------------ | ---------- | ------------------ | ----- | --------- | ------- |
| 2011  | Ліга чемпіонів КАФ | Попередній | Сен-Мішель Юнайтед | 3-0   | 1-2       | 4-2     |
| 2011  | Ліга чемпіонів КАФ | 1          | ЗЕСКО Юнайтед      | 0-2   | 0-5       | 0-7     |